# Балабанско
Балабанско (болг. Балабанско) — село в Болгарии. Находится в Ловечской области, входит в общину Троян. Население составляет 117 человек.

## Политическая ситуация
Балабанско подчиняется непосредственно общине и не имеет своего кмета.
Кмет (мэр) общины Троян — Минко Цочев Акимов (Граждане за европейское развитие Болгарии (ГЕРБ)) по результатам выборов.